# Dacia Logan II
Dacia Logan II a fost prezentată la Salonul Auto Paris 2012. Designul noului model este similar cu cel adoptat de Sandero II prezentat și el la Salonul Auto Paris 2012.
În 2013, Dacia a lansat pe piață și modelul Logan MCV II. De această dată, Logan MCV se prezenta exclusiv ca un autoturism cu o caroserie break cu 5 locuri. Vechiul Logan MCV cu 7 locuri a fost înlocuit, doar pe partea numărului de pasageri, de Lodgy, singurul automobil din oferta Dacia disponibil cu 7 locuri. Noul MCV dispune de aceleași motorizări că și Logan sedan.

### Facelift
În toamna lui 2016, Dacia Logan a beneficiat de un facelift.

### Stepway

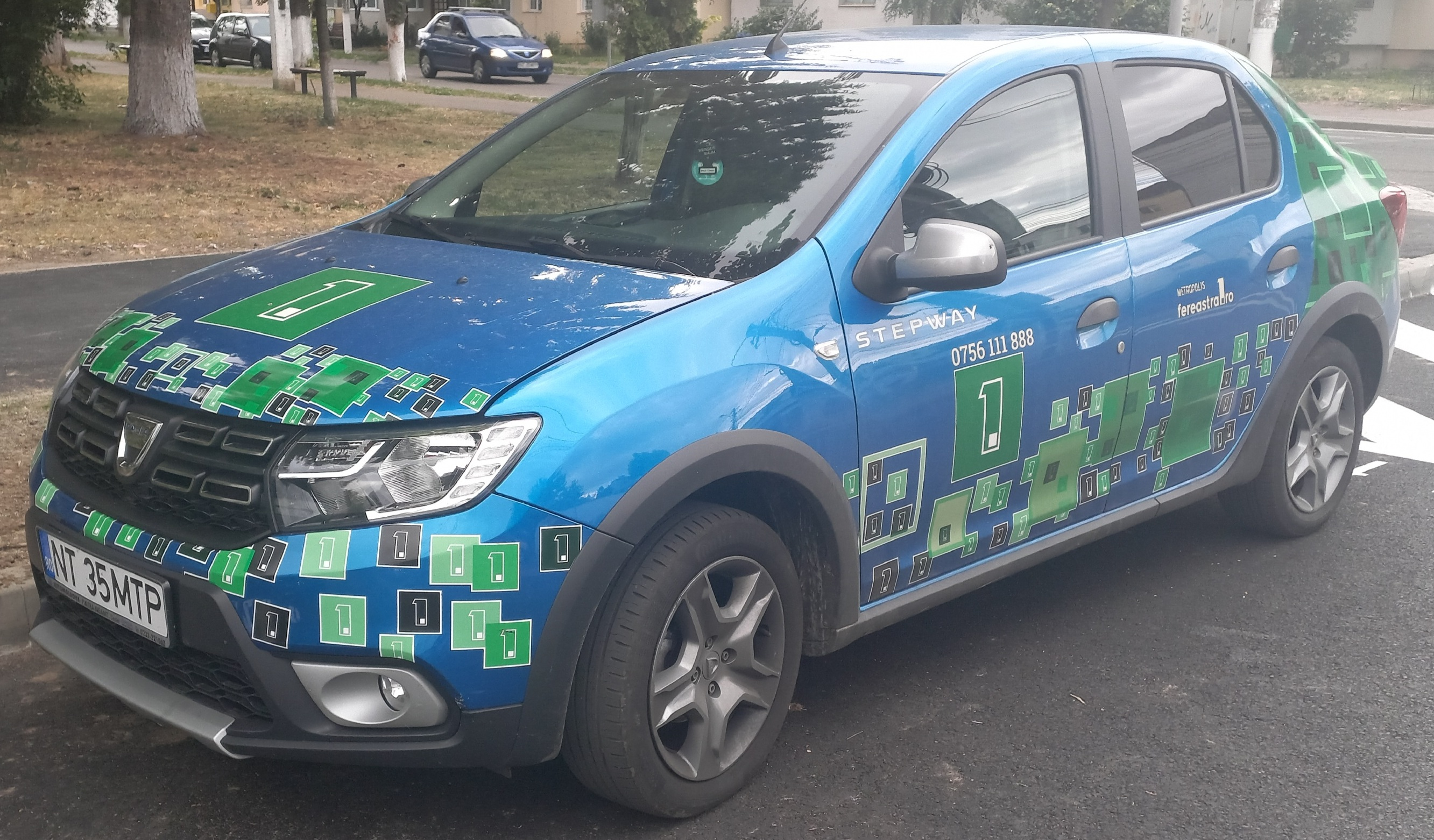
Logan Stepway (din față)

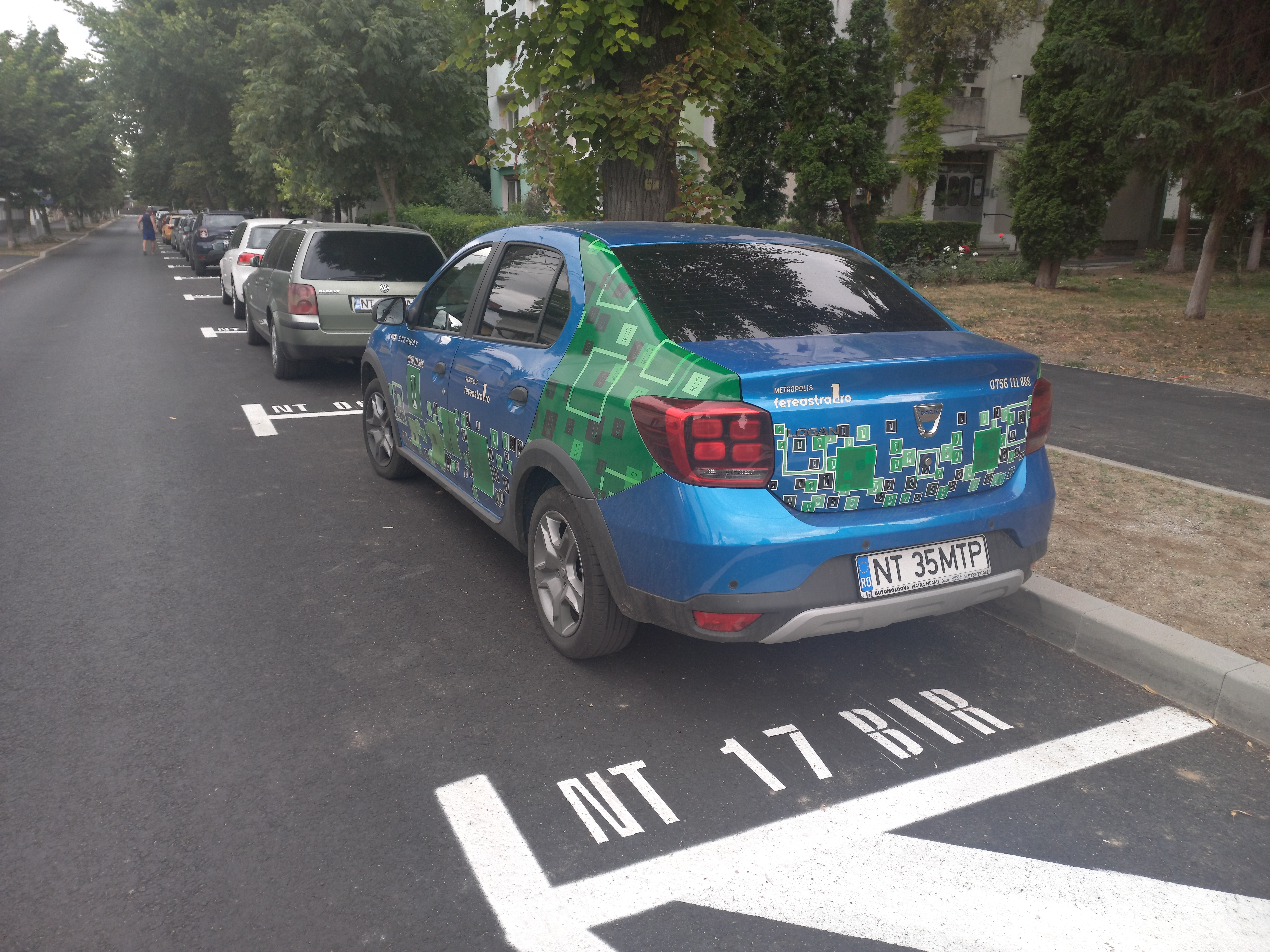
Logan Stepway (din spate)

La începutul anului 2020, Dacia Logan a primit o versiune "Stepway" pentru varianta de caroserie sedan.

## Primele modele Dacia cu transmisie automată
În 2015, Dacia pune la dispoziția clienților săi prima cutie automată a companiei. Este vorba de transmisia pilotată Easy-R cu 5 sau 6 raporturi. Transmisia este una manuală la bază, dar la care schimbarea treptelor se face automat de către 3 elemente noi: actuator electro-mecanic de schimbare a vitezelor, actuator care cuplează și decuplează ambreiajul și unitate de control ce calculează când să facă aceste schimbări. Modelele dotate cu transmisia Easy-R nu dispun de o pedală de ambreiaj.